# Rye (Arkansas)
Pour les articles homonymes, voir Rye.
Rye est une census-designated place du comté de Cleveland, dans l’État américain de l'Arkansas.